# ブロードインキャスト
インキャストは、ソーシャルメディアおよびソーシャル・ネットワーキング・サービスである。登録したユーザーは主に「コミュニティユーザー」と定義される。メールアドレス・パスワード・性別・生年月日の登録が必要である。

## 概要
インキャストの名前の由来は、ネットワーク用語で、複数サーバーへの送受信におけるプロトコル「TCPインキャスト」に由来する。またインキャストは、DAOの一種で、ユーザーはタイトル・説明文・タグを設定する必要がある。

## 投稿
投稿の表示アルゴリズムは閲覧数とコメント数から計算される。表示される投稿は1日ごとに更新される。1日に投稿できる投稿数は全6投稿。各セクションに表示される投稿数は全60投稿。
投稿
テキストからなる投稿機能。ユーザーは、タイトル・説明文（全300文字数）・画像・リンク・カテゴリー・タグを入力して投稿することができる。
関連
フォローしたユーザーを紐づけて投稿することで、紐づけられたユーザーのコミュニティに投稿が表示される。

## 外部
インキャスト - https://broadincast.com